# Битка код Таненберга
Битка код Таненберга, позната и као Друга битка код Таненберга била је велики сукоб између Руске Империје и Немачког царства између 23. и 30. августа 1914. године, првог месеца Првог светског рата. Битка је резултирала готово потпуним уништењем руске Друге армије и самоубиством њеног команданта, генерала Александра Самсонова. Низ накнадних битака (Прва Мазурска језера) довео је до избацивања Прве армије из Источне Пруске.
Битка је посебно значајна због брзих железничких кретања немачке Осме армије, што им је омогућило да се концентришу против сваке од две руске армије редом, прво задржавајући Прву армију, а затим уништавајући Другу пре него што се поново окрену против Прве неколико дана касније. Такође је значајно по томе што Руси нису шифровали своје радио поруке, емитујући своја дневна наређења за марш у јасном облику, што је омогућило Немцима да изводе своје покрете са поверењем да неће бити нападнути.
Готово чудесан исход донео је значајан углед генералу (касније фелдмаршалу) Паулу фон Хинденбургу и његовом официру у успону, Ериху Лудендорфу. Иако се битка заправо одиграла код Аленштајна (Олштина), Хинденбург ју је назвао по Таненбергу, 30 км западно, како би осветио пораз Тевтонских витезова у Првој бици код Таненберга 500 година раније.

## Битка
Руска армија је користила радио да би преносила план напада, не користећи шифровање. Руси су били у уверењу да Немци неће имати могућност да користе преводиоце са руског, што се показало нетачним. Немци су били тако потпуно упућени у руске планове и будуће потезе.
Руске армије су прешле у Источну Пруску са циљем да заузму Калињинград. Битка се у почетку одвијала добро за Русе, који су се пробијали на запад пре немачког контранапада 20. августа, који је одбијен. Немачки командант фон Притвиц смењен је када је покушао да потпуно напусти источну Пруску. Услед пропасти Шлифеновог плана на западу, немачка команда нашла се у паници. Док су појачања са запада пристизала, командант немачке 8. армије, Макс Хофман, прегруписао је немачке снаге, оставивши мале снаге пред руском 1. армијом која је стизала са истока, а направивши замку за руску 2. армију која је напредовала са југа.
Немачки командант Херман фон Франкоа пресекао је издужене линије снабдевања 2. армије, што је довело до масовних предаја и готово потпуног уништења 2. армије код места Фрогенау. Начелник штаба новог команданта фронта, фон Хинденбурга, Ерих фон Лудендорф, послао је телеграм о победи из оближњег села Таненберга и битка је по њему названа по изричитом захтеву Хинденбурга. Хофман је веровао да Хинденбург није имао никаквог учешћа у бици, и посетиоцима на фронту је приликом показивања
Хинденбурговог штаба говорио да је то место где је фелдмаршал спавао пре, после и у току битке. Хинденбург је инсистирао на оваквом називу битке, јер је на том месту била и битка код Гринвалда 1410. године где су словенске снаге поразиле Тевтонске витезове. Занимљиво, и један Хинденбургов предак погинуо је у тој бици.
Радије него да јави пораз цару, Самсонов је извршио самоубиство пиштољем 29. августа. Наћи ће га немачка патрола наредног дана. Командант 1. армије Рененкамф био је принуђен да се повуче из Пруске, и тако су руске снаге напустиле Немачку.
Ова битка је централни мотив романа Август 1914. Александра Солжењицина.

## Објашњење пораза
Из врховног штаба руске царске војске је стигло наређење да се не користе старе шифре због могућности да су их Немци дешифровали (касније се испоставило да Немци никад нису успели да дешифрују руске шифре) и онда су руски шифранти морали да шаљу отворене поруке које су Немци преводили. За време битке руски генерал Рененкампф је био са проституткама у кафани, када је дошао официр да га пита Рененкампф му је одговорио „Одлази! У шумама у околини Таненберга ухваћен је један немачки официр који, да би избегао мучење, признао да је Немачка врховна команда сазнала руске планове и да ће армија Самсонова бити уништена. Током битке Немци су употребили авијацију што је изазвало панику код руских војника, јер су авиони још увек били у фази развоја. Малобројнија Немачка војска је одлично организованом акцијом, тамо где је непријатељ најслабији, уништила Самсонову армију и убрзо приморала и остале руске трупе на повлачење.